# Feeling the Space
Albums de Yoko Ono
Approximately Infinite Universe
(1973) A Story
(1974)
Singles
1. Woman Power
Sortie :  24 septembre 1973
2. Run, Run, Run
Sortie :  9 novembre 1973

Feeling the Space est le quatrième album solo de Yoko Ono. Sorti le 23 novembre 1973 aux États-Unis, il est le dernier album de l'artiste japonaise à être publié par la maison de disques Apple Records et le premier à être entièrement produit par elle-même.
Feeling the Space se veut un album féministe dédié, selon Yoko, aux « sœurs qui sont mortes dans la douleur et la tristesse de ne pouvoir survivre dans une société masculine. » Le thème de la colère, à l'encontre des hommes, y étant omniprésent. Pour cet album, Yoko s'accompagne des plus grands musiciens new-yorkais de studio de l'époque dont David Spinozza et Jim Keltner. Le percussionniste Arthur Jenkins jouera avec le couple John et Yoko sur leur album retour de 1980 Double Fantasy. John Lennon, qui enregistre à la même période son quatrième album solo Mind Games, ne joue que sur deux chansons (Woman Power et She Hits Back). 
Lorsque Feeling the Space est publié, John et Yoko décident de se séparer pour une période de dix-huit mois. Tandis que John s'en va vivre à Los Angeles avec May Pang, Yoko reste à New York en continuant de mener sa carrière musicale. Pour promouvoir l'album, elle se produit durant une semaine au Kenny's Castaways, un lieu branché de Manhattan.

## Historique

### Genèse
En 1973, John Lennon et Yoko Ono forment un couple depuis maintenant quatre ans, années au cours desquelles ils avaient passé presque chaque minute de chaque journée ensemble. Même s'ils continuaient de se surprendre et de s'exalter l'un l'autre au niveau créatif, leur relation physique avait inévitablement quelque peu perdu de sa flamme initiale. De plus, depuis que le couple s'est établi à New York en août 1971, ils sont surveillés de très près par les autorités américains en raison de leurs engagements pacifistes : l'administration du président Richard Nixon voyant en Lennon un dangereux pacifiste qui a pris pour cible le parti républicain.
Le 7 novembre 1972, soir de la victoire de Nixon, John et Yoko sont invités à une fête dans l'appartement new-yorkais de l'activiste Jerry Rubin. Le photographe et ami personnel du couple Bob Gruen, se souvient : « Il était deux heures du matin et John n'arrêtait pas de hurler et d'insulter tous ceux qu'on croisait. Des dizaines de personnes étaient déjà passées chez Jerry, mais quand nous sommes arrivés il ne restait plus que quelques traînards ». Ce soir-là, alors qu'il n'avait jusque-là jamais été infidèle à Yoko, John commet l'irréparable : « Quand nous sommes arrivés chez Jerry, il y avait une fille, se rappelle Yoko. Elle était d'un genre dont on aurait pu penser qui n'aurait en aucun cas attiré John et je ne tiens pas à la décrire mais, bon, elle était assise là. Elle ne l'a pas du tout dragué, il s'est contenté de la faire lever et de l'emmener dans la pièce voisine. Et ils se sont pelotés et tout pendant que tout le monde restait silencieux. Alors, un des autres invités a eu la gentilesse de mettre un disque, Bob Dylan ou je ne sais quoi, pour qu'on n'entende pas. Mais on entendait quand même. Et tous les gens avaient laissé leurs manteaux dans la pièce voisine, là où John et cette fille s'activaient, si bien que personne ne pouvait s'en aller. Et puis une fille a trouvé le courage d'aller chercher son manteau, et les autres ont suivi. Et moi, j'étais là et Peter Bendry, notre assistant, était là, mais John et la fille ne sortaient toujours pas. J'ai dit à Peter : "S'il te plaît, apporte-leur cette fleur et dis à John que je l'aime et qu'il ne se fasse pas de souci." Je n'ai pas apprécié la situation, mais je me suis sentie navrée pour lui ».

## Liste des chansons
Toutes les chansons sont écrites par Yoko Ono.
| 1. | Growing Pain                    | Yoko Ono | Yoko Ono | 3:50 |
| 2. | Yellow Girl (Stand by for Life) | Yoko Ono | Yoko Ono | 3:13 |
| 3. | Coffin Car                      | Yoko Ono | Yoko Ono | 3:29 |
| 4. | Woman of Salem                  | Yoko Ono | Yoko Ono | 3:09 |
| 5. | Run, Run, Run                   | Yoko Ono | Yoko Ono | 5:07 |
| 6. | If Only                         | Yoko Ono | Yoko Ono | 3:40 |

| 7.  | A Thousand Times Yes | Yoko Ono | Yoko Ono | 3:00 |
| 8.  | Straight Talk        | Yoko Ono | Yoko Ono | 2:50 |
| 9.  | Angry Young Woman    | Yoko Ono | Yoko Ono | 3:51 |
| 10. | She Hits Back        | Yoko Ono | Yoko Ono | 3:48 |
| 11. | Woman Power          | Yoko Ono | Yoko Ono | 4:50 |
| 12. | Men, Men, Men        | Yoko Ono | Yoko Ono | 4:01 |

| 13. | I Learned to Stutter/Coffin Car (Live) | Yoko Ono | John Lennon, Yoko Ono | 6:51 |
| 14. | Mildred, Mildred (acoustic demo)       | Yoko Ono | John Lennon, Yoko Ono | 3:36 |

| 13. | I Learned to Stutter/Coffin Car (Live) | Yoko Ono | John Lennon, Yoko Ono | 6:51 |
| 14. | Potbelly Rocker                        | Yoko Ono | Yoko Ono              |      |

## Fiche technique

### Interprètes
Musiciens
- Yoko Ono : chant, piano, Chœurs
- John Lennon (John O’Cean) : guitare sur Woman Power et She Hits Back
- David Spinozza : guitares acoustique et électrique
- Sneaky Pete Kleinow : guitare pedal steel
- Robert Kreiner : basse
- Gordon Edwards : basse
- Ken Ascher : piano, orgue, mellotron
- Jim Keltner : batterie
- Rick Marotta : batterie
- Andrew Smith : batterie
- Arthur Jenkins : percussions
- Daria Price : castagnettes
- David Friedman : vibraphone
- Michael Brecker : saxophone
- Don Brooks : harmonica
- Jeremy Steig : flûte
- Chœurs non-crédités (Run, Run, Run, Straight Talk, Angry Young Woman, She Hits Back, Women Power)